# Prosternon egregium
Prosternon egregium là một loài bọ cánh cứng trong họ Elateridae. Loài này được Denisova miêu tả khoa học năm 1948.